# Les Contes de Brocéliande
Les Contes de Brocéliande est une série de bande dessinée française écrite par  François Debois et Alexis Sentenac et publiée par Soleil entre 2004 et 2006. Ses quatre volumes recueillent des contes et légendes celtiques illustrés par divers dessinateurs.

## Albums
- Les Contes de Brocéliande, Soleil, coll. « Soleil Celtic » :

1. La Dryade, 2004  (ISBN 2-84565-779-X)[1]. Dessins de Marc-Antoine Boidin, Guillaume Lapeyre et Stéphane Bileau.
2. Polbik le korrigan, 2005  (ISBN 2-84565-780-3). Dessins de Javier Sicilia, Mika, Guy Michel et Ludovic Souillard.
3. Les Dames de Brocéliande, 2005  (ISBN 2-84946-271-3). Dessin de Xavier Fourquemin, Éric Lambert et Dim. D.
4. Du rififi en Bretagne, 2006  (ISBN 2-84946-450-3). Dessins de Christophe Babonneau, Dépé et Phil Castaza.

- Les Contes de Brocéliande : Intégrale, Soleil, coll. « Soleil Celtic », 2006  (ISBN 2-84946-606-9).